# 児島定悠
児島 定悠は、江戸時代中期の武士。

## 家族
妻は片平エン。子は児島覇陵（後の熊坂覇陵）、孫に熊坂台州を持つ。